# 肥前池野站
肥前池野站（日语：／ Hizen-Ikeno eki */?）是位於長崎縣佐世保市大野町，日本國有鐵道（國鐵）的柚木線車站，現已廢止。
柚木線在1967年（昭和42年）因受到水災而受到破壞，後來由於復修困難而在同年8月31日決定永久停運，此站同日廢止。

## 歷史
- 1920年（大正9年）3月27日 - 佐世保輕便鐵道（後來為佐世保鐵道（日语：佐世保鉄道））重石站（日语：／）啟用[1]。
- 1935年（昭和10年）12月9日 - 車站改名為肥前池野站。
- 1936年（昭和11年）10月1日 - 佐世保鐵道國有化[2]，成為松浦線車站。
- 1945年（昭和20年）3月1日 - 從松浦線分離，成為柚木線車站。
- 1959年（昭和34年）11月5日 - 成為無人車站[3]。
- 1967年（昭和42年）9月1日 - 車站廢止。

## 現況
現時車站遺址變成為公民館和公園。在1968年（昭和43年）1月6日，為了紀念廢止，KiHa02-9號車寄贈給佐世保市。在月台上設置了圖書館。在1983年（昭和58年），拆毀後變成現時的模樣。

## 相鄰車站
日本國有鐵道
柚木線
左石－肥前池野－柚木
此站至柚木站之間曾經設有高尾站（1936年（昭和11年）廢止）。

## 注腳
1. ↑   （页面存档备份，存于）（日語）
2. ↑  「鉄道省告示第326.327号」『官報』1936年9月29日（國立國會圖書館數碼化收藏）
3. ↑  日本國有鐵道公報S34.11.5公410